# Татарская Беденьга
Тата́рская Беденьга́ (тат. Татар Бидәңгесе) — село в Тетюшском районе Республики Татарстан, административный центр и единственный населенный пункт Беденьгинского сельского поселения.

## Этимология
Топоним произошёл от этнонима на татарском языке «татар» (татарский) и гидронима на татарском языке «Бидәңге» (Беденьга).

## География
Село находится на реке Беденьга, в 43 км к юго-западу от города Тетюши.

## История
Основано не позднее 1696 года. В дореволюционных источниках упоминается также как Новая Беденьга.
С 1720-х годов жители входили в категорию государственных крестьян, в 1835–1860-х годах часть находилась в подчинении Удельного ведомства. Занимались земледелием, разведением скота, кирпичным и гончарным промыслами.
В «Списке населенных мест по сведениям 1859 года», изданном в 1863 году, населённый пункт упомянут как лашманская деревня Биденьга 1-го стана Симбирского уезда Симбирской губернии. Располагалась при речке Биденьге, по левую сторону просёлочного тракта из Симбирска в Тетюши, в 50 верстах от губернского города Симбирска и в 29 верстах от становой квартиры во владельческом селе Шумовка. В деревне в 75 дворах жили 809 человек (407 мужчин и 402 женщины). Была мечеть.
В начале XX века здесь функционировали 2 мечети, 2 мектеба, 5 торгово-промышленных заведений. В этот период земельный надел сельской общины составлял 1339,5 десятины.
До 1920 года деревня входила в Сюндюковскую волость Симбирского уезда Симбирской губернии. С 1920 года в составе Буинского кантона ТАССР. С 10 августа 1930 года в Буинском, с 4 августа 1938 года в Больше-Тарханском, с 12 октября 1959 года в Тетюшском районах.

## Население
| 1859 | 1897  | 1913  | 1920  | 1926  | 1938  | 1949  |
| ---- | ----- | ----- | ----- | ----- | ----- | ----- |
| 809  | ↗1289 | ↗1576 | ↘1483 | ↘1430 | ↘1390 | ↘1092 |
| 1958 | 1970  | 1979  | 1989  | 2002  | 2008  | 2010  |
| ↘959 | ↘878  | ↘699  | ↘483  | ↘419  | ↘375  | ↘371  |
| 2012 | 2013  | 2014  | 2015  | 2016  | 2017  |       |
| ↘363 | ↘353  | ↘344  | ↗348  | ↘336  | ↘323  |       |

| 1859 |
| ---- |
| 809  |

Национальный состав села: татары.

## Экономика
Жители занимаются полеводством, скотоводством.

## Инфраструктура
Школа, детский сад, фельдшерско-акушерский пункт, клуб, библиотека, отделение почтовой связи, магазин.

## Религия
Мечеть.